# Megobaralipton mindanaonis
Megobaralipton mindanaonis là một loài bọ cánh cứng trong họ Cerambycidae.